# T-0156
T-0156，分子式C31H29N5O7，但通常以盐酸盐的形式存在，是一种第五型磷酸二酯酶（PDE5）抑制剂。